# Kongernes Lapidarium
Kongernes Lapidarium  er et museum, et lapidarium (lat. lapis sten), med skulpturer, naturstensfigurer og gipsmodeller i Christian 4.s Bryghus på Slotsholmen ved Frederiksholms Kanal i København – tæt ved Christiansborg og Det Kongelige Bibliotek. Lapidariet blev officielt åbnet af dronning Margrethe og kulturminister Marianne Jelved den 3. juni 2014.

## Udstillingerne
Bryghuset har været lukket for offentligheden i århundreder, men fremviser nu næsten 400 stenskulpturer og gipsafstøbninger, som gennem historien har tjent som magtmanifestationer for regenterne., Udstillingen dækker 4.000 kvadratmeter. 
Første etage har særlig fokus på kong Frederik V's tid. Ved indgangen ses en samling af 70 nordmænd og færinger, som oprindelig var opstillet i Nordmandsdalen ved Fredensborg Slot. De var af Johann Gottfried Grund (†1796) efter forlæg af den norske træskærer og postkører Jørgen Christensen Garnaas (†1798). Nye kopier af billedhuggeren Erik Erlandsen er siden 2002 opstillet i dalen.
Derefter følger skulpturer fra Amalienborg, Johannes Wiedewelts skulpturprogram fra Brede Allé i Fredensborg slotshave, samt billedhuggeren J.F.J. Salys rytterstatue af Frederik V i gips. Her ses også Abraham César Lamoureux' originale rytterstatue af Christian V i bly – oprindelig dækket med bladguld. Den mere kendte kopi står i dag på Kongens Nytorv.
Anden etage, det såkaldte Stenloft, er et slags åbent depot, hvor nye gipsafstøbninger og kopier opbevares, og hvor stukkatører og håndværkere vil komme til at arbejde med genstandene. Her ses menagerier, skulpturer fra antikkens mytologi, trofæopsatser, våbenskjolde og monogrammer. 

## Galleri
| - Kongebuster ved indgangen til lapidariet - Daphne i zink fra Eremitageslottet - Apollon i zink fra Eremitageslottet |

| - Lamoureux' originale statue af Christian V i bly - Detalje fra Lamoureux' originale statue af Christian V - Violinspiller og trommeslager fra Aurland i Norge |